# Hirsingue
Hirsingue je francouzská obec v departementu Haut-Rhin v regionu Grand Est. V roce 2014 zde žilo 2 170 obyvatel.

## Poloha obce
Sousední obce jsou: Altkirch, Bettendorf, Heimersdorf, Hirtzbach, Largitzen, Ruederbach, Schwoben a Wittersdorf.

## Vývoj počtu obyvatel
Počet obyvatel